# X-Men: Evoluția
X-Men: Evoluția (engleză X-Men: Evolution) este un serial de animație de televiziune american bazat pe seria de supereroi X-Men publicată de Marvel Comics. Serialul se inspiră din primele numere ale materialului sursă și urmărește pe X-Men mai degrabă ca adolescenți decât adulți în timp ce învață să își controleze puterile mutante în curs de dezvoltare și se confruntă cu diverse amenințări. X-Men: Evoluția a durat pentru un total de 4 sezoane cu 52 de episoade din 4 noiembrie 2000 până în 25 octombrie 2003 pe The WB ca parte a blocului Kids' WB, devenind pe atunci al treilea cel mai lung serial de desene animate Marvel, în urma serialelor de pe Fox Kids X-Men: Seria animată și Spider-Man.
În România, serialul a fost difuzat pe Cartoon Network în cadrul blocului de programe Toonami, începând din data de 5 noiembrie 2001, însă numai primele trei sezoane au fost difuzate. Apoi mai târziu a început să se difuzeze și pe Pro Cinema.

## Premis

### Sezonul întâi
Primul sezon introduce personajele de baza și stabilește bazele pentru viitorul povestii.Profesorul X, Wolverine, Cyclops, Storm și Jean Grey alcătuiesc originala echipa X-Men.În timp ce sezonul se desfășoara, rândurile echipei X-Men se măresc cu Nightcrawler în primul episod, Shadowcat în al doilea episod,Spike în al cincilea și Rogue (care inițial se alăturase Frăției)în al șaptelea.În episoadele următoare, Nightcrawler descoperă identitatea mamei sale, Wolverine afla răspunsuri privitor la răspunsul sau, Rogue schimba taberele ca sa se alăture echipei X-Men iar fratele vitreg al lui  Xavier este eliberat din închisoare.Pe parcursul  sezonului confruntari sunt de obicei cu Fratia, care rivalizeaza cu X-Men pentru noi recruti.Toad este primul introdus, urmat de Avalansa, Blob si Quicksilver. Fratia aparent condusa de Mystique, sunt de fapt condusi de o putere mai mare, identitatea persoanei fiind descoperite la finalele sezonului 2,ca fiind Magneto. Dupa ce Cyclops afla ca fratele lui Alex inca mai trăiește după accidentul de avion care le-a omorât părinții, aceștia sunt luați în sanctuarul lui Magneto pe Asteroidul M.Magneto capturează o mulțime de membri ai X-Men si ai Frăției intr-o încercare de a amplifica Abilitățile lor de mutanți si de a le elimina emoțiile. Asteroidul M. este distrus de Scott și Alex Summers, dar nu înainte ca doua obiecte metalice neidentificate să zboare de pe piatră care era pe cale să explodeze.

### Sezonul al doilea
In al doilea sezon sunt adaugati mai multi mutanti inclusiv Beast, care devine profesor la institutul lui Xavier si un X-Men de asemenea.Pe parcursul sezonului este relevat ca personajele negative care erau crezute moarte, sunt in viata.Sabretooth continua lupta cu Wolverine, iar Magneto continua sa lucreze la agenda sa.Mystique se prezinta ca Risty Wilde, o eleva de liceu care se imprieteneste cu Rogue si intra in casa lui Xavier pentru a fura fisiere din Celebro.
Cu ajutorul acestor fisiere ea reuseste sa o recupereze pe Wanda Maximoff, fiica lui Magneto si sora lui Quicksilver.Mutantul instabil mintal se alatura Fratiei, permitandu-le sa castige o batalie impotriva X-Men la mall-ul din Bayville.Inainte de finalele sezonului, este difuzat un episod esential care il prezinta pe telepatul Mesmero care deschide una din cele trei usi care il vor elibera pe Apocalypse.La finalele sezonului in antreneaza pe elevii sai sa faca fata lui Magneto, acociindui cu Fratia. Cyclops furios deoarece trenbuia sa se antreneze alaturi de Fratie, paraseste echipa.In acest timp Magneto, ii antreneaza pe  Sabretooth, Gambit, Pyro, pe  Colossus  sa se lupte impotriva echipei X-Men/Fratiei.In acest timp Wolverine este capturat de Bolivar Trask pentru a fi folosit ca subiect pentru arma anti-mutanti, Santinela. Santinela este eliberata in oras, fortandu-i pe X-Men sa isi foloseasca puterile in public.Wanda il pune la pamant si il ataca pe Magneto in timp ce acesta incerca sa doboare  Santinela. In final Santinela este avariata si pare ca il zdrobeste si pe Magneto atunci. Cand mutantii care nu au fost capturati de catre Santinela se intorc la institut,  Cyclops si elevii vin de la explozia institutului  nevatamati. Cyclops il arunca pe Xavier de pe scaunul cu rotile si il acuza pentru explozia institutului. Xavier ridicandu-se calm se transforma in Mystique.

### Sezonul al treilea
În ultimile două sezoane, serialul obține un ton mai serios. După lupta cu Sentinel, mutanții nu mai sunt secreți iar reacția publică este cea de ostilitate. Serialul este luat într-o cunoștință mult mai tradițională pentru X-Men, având de a face cu teme de prejudiciu, neînțelegere publică și amenințări mai mari. În timp ce sezonul progresează, adevăratul Xavier este găsit, Mystique este învins, conacul se reconstruiește și echipa X-Men revin înapoi la liceul Bayville. Wanda continuă să îl caute pe Magneto, pe care îl descoperă că a fost salvat de Quicksilver în ultima secundă, până când Magneto folosește mutantul telepatic Mastermind pentru a-și schimba memoriile din copilărie. Scott și Jean formează o relație romantică mai puternică și mai apropiată (în special după ce Mystique îl răpește pe Scott și îl duce în Mexic) și Spyke părăsește echipa X-Men după ce abilitățile sale mutante devin necontrolabile, hotărând să trăiască cu mutanții din canalizare știuți ca Morlocks.
Ca parte a arcului narativ al serialului, Rogue pierde controlul puterilor sale, ducând la internarea sa în spital. În timpul acesta, ea află ce ea este de fapt fiica adoptivă a lui Mystique. Mystique, prin viziunea mutantului Destiny, a prevăzut că soarta ei și a lui Rogue sunt în mâna mutantului autentic care va fi ulterior înviat. Apocalypse apare în ultimile episoade ale sezonului. Mesmero îl manipulează pe Magneto în a deschide a doua ușă, și o folosește pe Mystique și pe o hipnotizată Rogue să o deschidă pe ultima, transformând-o pe Mystique în piatră. Acum eliberat, Apocalypse învinge cu ușurință puterea combinată a echipei X-Men, Magneto, Acolyteții și Frăția înainte de a scăpa.

### Sezonul al patrulea
Ultimul sezon are doar nouă episoade. În primul episod al sezonului, Apocalypse îl omoară aparent pe Magneto în timp ce Rogue o asasinează pe Mystique, îmbrâncind figura ei pietrificată de pe o stâncă. Frăția devine în mod temporar oameni buni. Clona de fată a dolescentă a Vârcolacului, X-23, se întoarce, Spyke și Morlocii răsar la suprafață, Shadowcat desoperă o fantomă mutantă găsită într-o peșteră din pământ, Rogue este răpită de Gambit și dusă în Louisiana ca să îl ajute să-și elibereze tatăl iar Xavier călătorește în Scoția pentru a-și înfrunta fiul, Lucas. Personajul Leech este de asemenea introdus ca un băiat tânăr.
În finală, Apocalypse îi învinge pe Xavier și Furtuna transformându-i, împreună cu Magneto și Mystique, în cei patru călăreți ai săi. Apocalypse își instruiește călăreții să protejeze cupolele sale și baza sa de operație, ceea ce va transforma întreaga populație a lumii în mutanți. În ultima luptă, călăreții revin la normal și Apocalypse este trimis în timp. Rogue și Nightcrawler refuz scuzele mamei lor, Umbră și Avalanșă își găsesc din nou iubirea, Magneto se reunește cu Quicksilver și Vrăjitoarea Stacojiu, Furtună și Spyke se reunesc și ei iar Xavier își vede elevii reuniți ca echipa X-Men.

### Ultimele momente
Serialul se încheie cu un discurs făcut de Charles Xavier ce a prins o privire către viitor, în același timp controlat de Apocalypse. Următoarele scenarii din viitor au fost prevăzute
- Continuarea sentimentului anti-mutant
- Un Magneto reformat își învață noii mutanți, printre care un întors Jubilee și Wolfsbane
- Jean se transformă în Phoenix. Dacă seria ar continua, următorul sezon s-ar concentra pe "Saga între Phoenix și Phoenix cel întunecat".
- Următoarea echipă X-Men este formată din Cyclopul, Nightcrawler, X-23, Omul de gheață, Bestia, Shadowcat, Colossus, Rogue (putând să zboare și ne purtând mănuși) și Storm. Uniformele lor arată ca uniformele întunecate din banda desenată Ultimate X-Men, precum și ca cele din filmele cu acțiune pe viu.
- Frăția, printre care Vrăjitoarea Stacojie și Pyro, stau în fața unei emblemă S.H.I.E.L.D.
- O flotă de Sentinele condusă de Nimrod

## Personaje
- Scott Summers / Cyclops - liderul chipeș și încrezător ce emană o autoritate naturală. În timp ce ceilalți elevi îl admiră, attitudinea și temperamentul său îi cam stau în cale. Este cel mai serios membru al echipei X-Men.
- Jean Grey - "Miss populara" echipei, Jean este o fată deșteaptă, atletică, frumoasă, plăcută bine și a doua la comandă după Cyclops. Nu ca și alți mutanți care au început ca proscriși sociali și au venit în căutarea horizoantelor lor extinse în asociația lor cu Instituția, ea începe printr-o poziție mare de stare. De asemenea este îndrăgostită de Cyclop și nu știe cum să își exprime dragostea față de acesta, dar mai târziu cei doi încep să se cunoască mai bine.
- Kurt Wagner / Nightcrawler - El este teleportatorul umorist al echipei ce are o relație de frăție cu Ciclopul. În primele sale zile la institut, Kurt încă nu se simțea sigur că se potrivește în echipă și a compensat asta cu prostie excesivă până în episodul "Universul mijlociu". El este fiul biologic al lui Mystique, însă a fost de niște părinți buni din Germania după ce Mystique l-a scăpat din greșeală după un pod (ceea ce Mystique a acceptat).
- Kitty Pryde / Shadowcat - Ea posedă abilitatea mutantă de a deveni intangibilă, putând să treacă prin obiecte solide la nevoie. Este cea de-a doua cea mai tânără membră din echipă, iar talentele sale culinare duc la groaza celorlalți. Mai târziu, ea și Kurt dezvoltă o prietenie de frate-soră foarte apropiată.
- Evan Daniels / Spyke - El este nepotul lui Furtună, având abilitatea să tragă cu piroane din piele. Este cel mai tânăr membru al echipei, înainte de Kitty Pryde. Evan ar juca mai bine basket sau s-ar da cu skateboardul decât să învețe, făcându-l "rebelul" echipei. Spyke și Quicksilver au avut o rivalitate continuă încă din copilărie care a culminat când Pietro l-a înrămat pe Evan pentru jefuire. Mai târziu acesta se alătură Morlocilor, dar reapare ca un protector al mutanților.
- Logan / Wolverine - Logan apare ca un model pentru elevi și este mai morocănos. De asemenea el deține lupta elevilor și antrenamentul de supraviețuire ai acestora și este faimos printre ceilalți elevi datorită atitudini sale de autoritare de profesor.
- Ororo Munroe / Furtună - Ororo este o fată care poate manipula forțele naturii. Poate emana fulger, manifesta furtuni violente, chema viscole înghețate și aduce toate formele de precipitație ca să le poarte. Ea poate și zbura cu puterea vântului. Este cea mai calmă și manierată membră a grupului.
- Rogue - O fată gotică și paranoică cu o anxietate cu respect pentru puterile ei, care o țin departe de atinge pe cineva cu condiții de siguranță. La început ea nu voia să se alăture echipei din cauza faptului că Mystique se lua mereu de ea, dar mai târziu totuși a acceptat. De asemenea era enervată de glumele lui Nightcrawler dar s-a apropiat mai târziu de el când a aflat că ea este sora lui adoptiv și amândoi se întorc împotriva lui Mystique din cauza abuzului ei. Rogue are abilitatea de a lua corpul altei persoane (luând memoriile, obiceiurile, felul de a vorbi și puterile [dacă e cazul] acestora).
- Hank McCoy / Bestia - El se alătură în sezonul doi. Inițial acesta a fost un antrenor de gimnastică și profesor de chimie la liceul Bayville înainte de a se transforma în Bestie și ne mai putând și ne mai putând fi controlat cu medicamentele pe care acesta le-a prelucrat înainte. Această schimbare în viața l-a forțat să se pensioneze și să se alăture echipei X-Men, unde putea continua să predea. A devenit familiarizat cu Profesorul Xavier în timpul descoperirii inițiale a mutației sale.
- Sabretooth e un răufăcător care vrea să-l elimine pe Wolverine.
- Erik Magnus Lensher / Magneto e un răufăcător care vrea să-i elimine pe X-Men. Puterea sa este magnetismul.
- Mystique e o răufăcătoare dar e și mama lui Kurt Wagner.
- Fredi / Blob e un gras dacă se râde de el se enervează.
- Todd / Toad e un adolescent urât mirositor. Este primul membru din Frăție.

## Episoade
| Nr           | Titlu român                  | Titlu englez                         |
| ------------ | ---------------------------- | ------------------------------------ |
|              |                              |                                      |
| PRIMUL SEZON |                              |                                      |
|              |                              |                                      |
| 01           | Strategia X                  | Strategy X                           |
|              |                              |                                      |
| 02           | Impulsul X                   | The X-Impulse                        |
|              |                              |                                      |
| 03           | Recrutarea lui Rogue         | Rogue Recruit                        |
|              |                              |                                      |
| 04           | Distrugeri mutante           | Mutant Crush                         |
|              |                              |                                      |
| 05           | Viteza și Spyke              | Speed And Spyke                      |
|              |                              |                                      |
| 06           | Breșea dimensională          | Middleverse                          |
|              |                              |                                      |
| 07           | Întoarcerea lui Rogue        | Turn Of The Rogue                    |
|              |                              |                                      |
| 08           | Camera lui Spyke             | SpykeCam                             |
|              |                              |                                      |
| 09           | Supravietuirea celui mai bun | Survival Of The Fittest              |
|              |                              |                                      |
| 10           | Trecut obscur                | Shadowed Past                        |
|              |                              |                                      |
| 11           | Amintiri sinistre            | Grim Reminder                        |
|              |                              |                                      |
| 12           | Cazanul                      | The Cauldron                         |
| 13           | Cazanul                      | The Cauldron                         |
|              |                              |                                      |
| SEZONUL 2    |                              |                                      |
|              |                              |                                      |
| 14           | Probleme tot mai mari        | Growing Pains                        |
|              |                              |                                      |
| 15           | Un val de putere             | Power Surge                          |
|              |                              |                                      |
| 16           | Bada-Bing Bada-Boom          | Bada-Bing Bada-Boom                  |
|              |                              |                                      |
| 17           | Distractie și jocuri         | Fun And Games                        |
|              |                              |                                      |
| 18           | Bestia din Bayville          | Beast Of Bayville                    |
|              |                              |                                      |
| 19           | În voia valurilor            | Adrift                               |
|              |                              |                                      |
| 20           | Pe aripile îngerului         | On Angel’s Wings                     |
|              |                              |                                      |
| 21           | Furtuna africană             | African Storm                        |
|              |                              |                                      |
| 22           | Fapte nesăbuite              | Joyride                              |
|              |                              |                                      |
| 23           | Plimbare cu peripeții        | Walk On The Wild Side                |
|              |                              |                                      |
| 24           | Operațiunea: Renașterea      | Operation: Rebirth                   |
|              |                              |                                      |
| 25           | Minți zăpăcite               | Mindbender                           |
|              |                              |                                      |
| 26           | Dansul umbrelor              | Shadow Dance                         |
|              |                              |                                      |
| 27           | Refugiul                     | Retreat                              |
|              |                              |                                      |
| 28           | Factorul magic               | The HeX Factor                       |
|              |                              |                                      |
| 29           | Ziua recunoașterii           | Day Of Reckoning                     |
| 30           | Ziua recunoașterii           | Day Of Reckoning                     |
|              |                              |                                      |
| SEZONUL 3    |                              |                                      |
|              |                              |                                      |
| 31           | Ziua recuperării             | Day Of Recovery                      |
|              |                              |                                      |
| 32           | Stofă de erou                | The Stuff Of Heroes                  |
|              |                              |                                      |
| 33           | Caracteristică dominantă     | Mainstream                           |
|              |                              |                                      |
| 34           | Stofa de răufăcători         | The Stuff Of Villains                |
|              |                              |                                      |
| 35           | În impas                     | Blind Alley                          |
|              |                              |                                      |
| 36           | Măsuri extreme               | X-Treme Measures                     |
|              |                              |                                      |
| 37           | Toad, Witch și Garderoba     | The Toad, The Witch And The Wardrobe |
|              |                              |                                      |
| 38           | Cu sânge rece                | Self Possessed                       |
|              |                              |                                      |
| 39           | Fără scăpare                 | Under Lock & Key                     |
|              |                              |                                      |
| 40           | Pilot automat                | Cruise Control                       |
|              |                              |                                      |
| 41           | X23                          | X23                                  |
|              |                              |                                      |
| 42           | Orizont întunecat            | Dark Horizon                         |
| 43           | Orizont întunecat            | Dark Horizon                         |
|              |                              |                                      |
| SEZONUL 4    |                              |                                      |
|              |                              |                                      |
| 44           | Impactul                     | Impact                               |
|              |                              |                                      |
| 45           | Nici o faptă bună            | No Good Deed                         |
|              |                              |                                      |
| 46           | Ținta X                      | Target X                             |
|              |                              |                                      |
| 47           | Păcatele fiului              | Sins Of The Son                      |
|              |                              |                                      |
| 48           | Răscoala                     | Uprising                             |
|              |                              |                                      |
| 49           | Condimentul cajun            | Cajun Spice                          |
|              |                              |                                      |
| 50           | Fantoma unei șanse           | Ghost Of A Chance                    |
|              |                              |                                      |
| 51           | Ascensiunea                  | Ascension                            |
| 52           | Ascensiunea                  | Ascension                            |
|              |                              |                                      |

## Legături externe
- X-Men: Evoluția la Internet Movie Database
- X-Men: Evolution la TV.com
- X-Men Evolution pe site-ul The Big Cartoon DataBase